# 松平輝聴
松平 輝聴（まつだいら てるとし）は、幕末の上野国高崎藩主。寺社奉行を務めた。高崎藩大河内松平家10代。上総大多喜藩主・松平正敬の四男。

## 生涯
生家が大河内松平家の宗家で同族にあたるため、松平輝充の養嗣子として迎えられた。万延元年（1860年）没し、跡を長男の輝声が継いだ。

## 略歴
- 弘化3年（1846年）4月24日、正式に輝充の養嗣子となる。9月23日、家督を継ぐ。12月16日、右京亮に叙任。
- 嘉永2年（1849年）1月28日、奏者番となる。
- 嘉永5年（1852年）7月8日、寺社奉行見習いとなる。
- 安政3年（1856年）9月24日、正式に寺社奉行に任ぜられる。
- 万延元年（1860年）7月2日、卒。

## 系譜
父母
- 松平正敬（実父）
- 明石氏（実母） - 側室
- 松平輝充（養父）

正室
- 万 - 堀田正睦の娘

側室
- 井村氏

子女
- 大河内輝声（長男） 生母は万
- 大河内輝剛（次男） 生母は井村氏
- みち子 - 松平乗承正室、生母は井村氏
- 光子 - 土屋挙直正室、生母は万
- 淑子 - 前田利同正室、生母は井村氏
- 銑子 - 高木正善正室、生母は井村氏